# Olivia Pope
Olivia Carolyn Pope es un personaje ficticio creado por Shonda Rhimes para la serie de televisión de drama político Scandal. El personaje está parcialmente basado en Judy Smith. En la serie, Pope es interpretado como adulta por Kerry Washington y como niña por Yara Shahidi.
Pope es una administradora de crisis con sede en Washington D. C. que dirige su propia empresa, Olivia Pope & Associates (OPA), que se especializa en "arreglar" situaciones políticas y escándalos. El personaje se ha convertido en un creador de tendencias de moda y estilo muy observado.
Olivia Pope, ayuda a Annalise Keating en la demanda contra los Estados Unidos. Aparece en dos de los capítulos de la exitosa serie de abogados Como defender a un asesino.

## Caracterización
Pope se basa vagamente en Judy Smith, quien sirvió como Secretaria de Prensa Adjunta de George H. W. Bush y representó a Monica Lewinsky durante el escándalo Clinton-Lewinsky. En Scandal, ella es una venerada arregladora que ayudó al Presidente de los Estados Unidos Fitzgerald Grant (interpretado por Tony Goldwyn) a ganar el cargo. Pope es una exabogado y ayudante de la Casa Blanca. Pope "piensa rápida y eficazmente". Entre sus secretos está su aventura con el presidente Grant. Algunos de sus empleados tienen títulos de abogado, pero no sirven como abogados. En cambio, son "gladiadores de traje" que apaciguan o evitan una amplia gama de crisis.
El papel se considera innovador. Según Felicia Lee de The New York Times, Pope es el único protagonista dramático que ha desempeñado una mujer negra en una cadena de televisión estadounidense desde 1974, cuando Teresa Graves actuó como Christie Love en Get Christie Love! para una serie. Entre sus prominentes predecesores cómicos, Diahann Carroll desempeñó el papel principal en Julia de 1968 a 1971. Pope es considerado como un personaje post-racial, pero posiblemente la protagonista femenina negra más compleja de la historia de la televisión. Aunque el programa no toca el tema de la raza tan a menudo, con respecto a su muy publicitado romance con Grant, Pope dijo una vez: "Me siento un poco, no sé, Sally Hemings-Thomas Jefferson con respecto a todo esto". Pope ha dado a Washington un papel como abanderada de las mujeres negras educadas de clase media y clase media alta.
Entre las mujeres de todas las razas, Pope de Washington está en la minoría absoluta como protagonista femenina de una serie de televisión que son "emocionalmente fuertes, profesionalmente poderosas y personalmente complicadas". Su liderazgo de un equipo se compara con el de Brenda Leigh Johnson de The Closer. La "intensidad" de Pope infunde en su equipo un "sentido de urgencia" que da ritmo al espectáculo. Su estilo de liderazgo fuerte, profesional y femenino se ve acentuado por su moda.

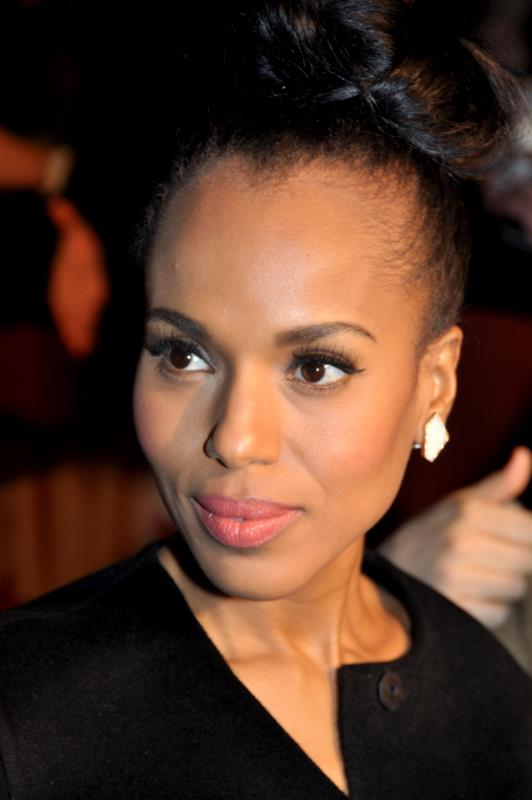
Kerry Washington, que representa a Olivia Pope

El vestuario de Pope está diseñado por la diseñadora de Scandal Lyn Paolo (conocida por el diseño de vestuario en The West Wing, ER y Shameless), y ha llamado la atención del personal de Vogue. En 2014, la representación de Pope por parte de Washington y su promoción del estilo de Pope le valieron el reconocimiento del Consejo de Accesorios como influenciadora del estilo. Paolo intentó hacer que Pope se diferenciara de los colores negro, gris y azul oscuro de DC vistiéndola con "pasteles chic" hasta el punto de ponerla en pantalones rosas o zapatos Louboutin a veces. Algunas de sus piezas de vestuario más respetadas son de notables casas de moda como Ferragamo, Burberry, Gucci, Armani, Prada, Valentino, Tory Burch y Michael Kors. El Valentino se salvó para la final de la temporada 1. Además de los lujosos elementos de su vestuario que son prestados por los diseñadores, Pope usa modestos elementos que Paolo recoge de Nordstrom Rack, Bloomingdale's y Loehmann's. El personaje de Pope se ha convertido en una especie de icono de estilo. Harper's Bazaar y Glamour analizan su vestuario cada semana en una columna de moda dedicada. Time la describe como "una catadora de estilo de vida real", señalando que las copas de vino Crate & Barrel que bebe en el programa se agotaron en la tienda. Washington y Paolo curaron una instalación de Saks Fifth Avenue de Pope Fashions en octubre de 2013. Esa temporada, el atuendo de Pope formaba parte de una colección especial en Saks Fifth Avenue. En septiembre de 2014, una colección de Olivia Pope Scandal debutará en The Limited, en lo que se dio a conocer como "la primera colaboración de diseño entre un minorista nacional y un programa de televisión de alto nivel, su diseñador de vestuario y estrella". La colaboración incluyó "tops, pantalones, chaquetas y ropa exterior" e incorporó artículos con un precio tan bajo como $49. La colaboración incluye 42 piezas. Vulture dedicó un reportaje a presentar todos los trajes que Pope usó durante la temporada 2. Cuando su vestuario cambió a un look más colorido y asimétrico en la temporada 3, The Huffington Post dedicó un reportaje a este asunto. Durante la temporada 3, Entertainment Weekly clasificó los diez mejores trajes de Pope. Debido a que el vestuario de Pope es caro, hay características y sitios web dedicados a las alternativas baratas a los elementos exactos del vestuario. Paolo sugiere que el estilo Pope se compre en Zara y Ann Taylor. En cuanto a la joyería, Pope usa collares largos y usa exclusivamente relojes Movado. También utiliza generalmente una de sus modestas colecciones de bolsos Prada.
Cuando la administración Obama necesitó un portavoz para su Ley de Cuidado de Salud Asequible, tuvo a Jennifer Hudson como portavoz de Pope.

## Líneas argumentales

### Temporada 1
La primera temporada presenta a Olivia Pope, sus "reglas de hierro" y sus demandas de lealtad. Pope trabaja con su batallón de inadaptados que ha rescatado de diversos asuntos de diferentes cantidades de elementos desagradables. El sexto episodio, "The Trail", mostró la evolución del asunto entre Pope y el presidente Grant. Sin embargo, toda la primera temporada está ligada a la gestión de Olivia del caso de Amanda Tanner sobre "una ex empleada de la Casa Blanca que afirma haber tenido una relación con el Presidente y que está embarazada". Esta temporada presenta los comienzos de los constantes intentos de Beene de manipular a Grant para deshacerse de Pope. La temporada termina cuando el sueño compartido de felicidad de Pope y Grant se hace añicos.

### Temporada 2
Durante la temporada 2, se revela que Pope había estado involucrada en un esquema de fraude electoral que había asegurado la elección de Fitz. Durante una pausa en su relación con Fitz, Pope desarrolla un apego emocional y físico al colega de la Armada de Fitz, Jake Ballard (Scott Foley). El romance de Fitz con Pope lo alejó de su esposa, Mellie (Bellamy Young), y lo llevó a su gesto romántico de trasladar a Pope a la Casa Blanca. Sin embargo, la temporada terminó con Pope diciéndole a Fitz que debería volver con su esposa y postularse para la reelección después de que Fitz y Pope fueran separados por el Jefe de Gabinete de la Casa Blanca, Cyrus Beene (Jeff Perry). La temporada termina con una misteriosa relación con su padre, Rowan Pope (Joe Morton), saliendo a la superficie.

### Temporada 3
La temporada comienza con Rowan intentando arreglar la vida personal de Olivia y Olivia trabajando en equipo con Mellie y Fitz en una conferencia de prensa para revelar la verdad sobre ella y Fitz. Olivia y Rowan no están de acuerdo con el propósito de la B613, que Rowan dirige actualmente. Olivia tiene una historia emocional con Huck. Se une a Jake y Huck para exponer la Operación Remington. La madre de Olivia, Maya Lewis (Khandi Alexander), es presentada en la actualidad y en flashbacks. Olivia llega a creer que su padre había tomado la decisión de matar a su madre, lo cual era muy diferente a sus creencias anteriores sobre la muerte de su madre. Creyendo que su padre y Fitz conspiraron para derribar un avión con su madre a bordo, Olivia se convierte en cliente de su propia firma. Más tarde se revela que su madre está viva y que su padre la ha mantenido prisionera en una prisión de máxima seguridad durante 20 años por razones de seguridad nacional. Lewis se escapa. El paréntesis de la temporada media, de mediados de diciembre a finales de febrero, dejó a Olivia enviando a su madre al extranjero. Sin embargo, Olivia se da cuenta de que su madre es una terrorista que se casó con su padre por su acceso a la inteligencia de alto nivel.

## Recepción
"Olivia Pope tiene la vida personal más desordenada de todos los personajes en horario estelar. Y es por eso que probablemente te enamorarás de ella..." escribió Mark Perigard del Boston Herald del personaje de Pope. Time la clasificó en segundo lugar en su lista de los 11 personajes de ficción más influyentes en 2013.
Maureen Ryan, de The Huffington Post, escribió: "Washington hace un buen trabajo llevando cada historia en su enérgica estela, e incluso si Scandal no es tan instantáneamente adictivo como Grey's Anatomy...". Las presentaciones simultáneas de Washington, "emocional e intelectualmente agudas", se suelen mostrar en un "discurso rápido....elocuente, señalado....ultimátum (o dos) a un cliente o a una némesis que se opone a un trato..." en cada episodio.
Stanley dice que sus patrones de voz recuerdan a un vendedor de Glengarry Glen Ross. Según la crítica de televisión del Los Angeles Times Mary McNamara, decir que Pope supernaturalmente poderosa está basada en Smith es "como decir que Willie Wonka [sic] está basado en Milton Hershey". McNamara también dice que "Olivia Pope no es sólo la mejor arregladora, también se las arregla para trabajar sólo del lado de los ángeles", aunque tiene el único defecto de amar al presidente casado.
El crítico de Slate Troy Patterson la describe como intelectualmente comparable a los protagonistas contemporáneos Adrian Monk y Gregory House debido a sus geniales poderes de intuición, que le permiten juzgar la culpabilidad y la veracidad por escalas en su instinto. Sin embargo, Patterson la compara emocionalmente con los temas románticos de Roy Lichtenstein, tales como "Drowning Girl", a pesar de su fanfarronería angelical y su chutzpah.
El escritor David Hiltbrand de The Philadelphia Inquirer, llama a Pope "uno de los personajes femeninos más fuertes (en todos los sentidos) para llegar al prime time en la memoria reciente". Hank Stuever, del The Washington Post's, dice que Pope es un personaje "temido" entregado con una capacidad de vigilancia que es "fría pero compleja".
David Dennis de The Guardian declaró que Pope era "una destructora de hogares" y expresó su desdén por la falta de moral del personaje. Agregó que las acciones de Pope fueron tan destructivas que ella era "apenas una antihéroe, y mucho menos una heroína". La escritora Meghan Gallagher de The Artifice consideró a Pope como uno de los "primeros antihéroes femeninos que adornan la televisión en horario estelar". También comparó a Pope con Tony Soprano, y declaró las fortalezas y debilidades del personaje: "Es una mujer poderosa y brillante cuyas ambiciones intrigantes la superan".

### Reconocimiento
El retrato de Olivia Pope por parte de Washington ha recibido la mayoría de las críticas positivas, así como una nominación a los Premios Primetime Emmy por Mejor Actriz Líder en una Serie de Drama en los Premios Primetime Emmy 65.os y 66.os. El papel también ha sido galardonado con el Globo de Oro a la Mejor Actriz - Serie de Televisión Drama y nominaciones a Premio del Gremio de Actores de Pantalla por Actuación Sobresaliente de una Actriz en una Serie de Drama. La actuación de Washington como Pope también ganó un premio NAACP Image Award por Actriz Sobresaliente en una Serie de Drama y un premio BET Award por Mejor Actriz (también por Broomhilda von Shaft en Django Unchained).